# We Like to Party
We Like to Party är en låt av den nederländska Eurodancegruppen Vengaboys. Den släpptes på singel i maj 1998. Sången handlar om att färdas med buss i USA och festa inuti bussen under färden. På singelomslaget syns en buss.

## Musikvideo
I den tecknade videon till låten åker Vengaboys runt Jorden och festar.

## Information

### Låtlista
1. "We Like to Party (Airplay)" (3:44)
2. "We Like to Party (Klubbheads Mix)" (6:07)
3. "We Like to Party (BCM RMX)" (4:04)
4. "We Like to Party (More Airplay)" (5:50)
5. "We Like to Party (Full Schwingg)" (4:38)
6. "We Like to Party (DJ Disco Mix)" (4:33)
7. "We Like to Party (Baunz Mix)" (4:45)
8. "We Like to P.................arty (BCM XXL)" (6:21)

## Listplaceringar
| Lista (1999)                  | Topplacering |
| ----------------------------- | ------------ |
| Australiska ARIA-singellistan | 2            |
| Nederländska singellistan     | 2            |
| Franska singellistan          | 18           |
| Tyska singellistan            | 4            |
| Irländska singellistan        | 3            |
| RIANZ-singellistan            | 9            |
| Polska singellistan           | 1            |
| Brittiska singellistan        | 3            |
| Amerikanska Billboard Hot 100 | 26           |